# Сенеге
Сенеге (итал. Seneghe) је насеље у Италији у округу Ористано, региону Сардинија.
Према процени из 2011. у насељу је живело 1840 становника. Насеље се налази на надморској висини од 311 м.

## Становништво
Према резултатима пописа становништва 2011. у општини је живело 1.847 становника.
| 1931. | 1936. | 1951. | 1961. | 1971. | 1981. | 1991. | 2001. | 2011. |
| ----- | ----- | ----- | ----- | ----- | ----- | ----- | ----- | ----- |
| 2.376 | 2.435 | 2.621 | 2.506 | 2.144 | 2.103 | 2.051 | 1.972 | 1.847 |